# Углянка (приток Шелони)
Углянка — река в России, протекает по Шимскому району Новгородской области. Устье реки находится в 14 км по правому берегу реки Шелонь. Длина реки составляет 17 км.
На реке стоят деревни Муравьи и Углы Подгощского сельского поселения (бывшего Краснодворского сельского поселения).

## Данные водного реестра
По данным государственного водного реестра России относится к Балтийскому бассейновому округу, водохозяйственный участок реки — Шелонь, речной подбассейн реки — Волхов. Относится к речному бассейну реки Нева (включая бассейны рек Онежского и Ладожского озера).
Код объекта в государственном водном реестре — 01040200412102000025066.